# プリコロハウス
プリコロハウスは、日本の音もの大道芸トリオ。ヘブンアーティスト登録アーティスト。

## 経歴
- 2007年、大道芸ユニット「パオパオ堂。」の兄弟ユニットとして、まるゆん、ヒロ、ふーちんの三人で結成。
- 2008年、KOTO街かどアーティスト[2]音楽部門ライセンス取得。
- 2009年、東京都公認ヘブンアーティスト音楽部門ライセンス取得。
- 2013年、韓国にて初の海外公演を実施。パフォーマーとのコラボレーションユニット「ポポロパラタ」結成。
- 2015年、マーチングドラムのふーちん卒業。
- 2018年、マーチングドラムのはっち加入。

## メンバー

### 現メンバー
- まるゆん（丸山ユウコ、まるやまゆうこ、12月13日 - ）テナーサックス (2007年〜現在)
- ヒロ（上原弘子、うえはらひろこ、2月28日 - ） アルトサックス (2007年〜現在)
- はっち(冨岡春絵、とみおかはるえ、3月21日 - )マーチングドラム (2018年〜現在)

### 旧メンバー
- ふーちん マーチングドラム (2007〜2015年)

## 出演

### 国内
- 幕張大道芸フェスティバル
- 野毛大道芸
- サンリオ クリスマス多摩イルミネーションパレード
- 八千代大道芸フェスティバル
- シアタークラウンフェスティバル
- 大道芸ワールドカップin静岡(ポポロパラタとして出演)
- 千葉大道芸
- イクスピアリ
- 横浜ラーメン博物館
- 御宿 牛舎8号Performance Festival
- お台場 大江戸温泉物語
- 江東会いフェス♪vol.2

ほか多数

### 海外
- ナミソン 大道芸公演
- 仁川国際文化フェスティバル
- ナミソン COFESTA
- 仁川 2013 JAPAN WEEK

## ポポロパラタ(派生ユニット)
プリコロハウス3人の生演奏に、パフォーマー2人で結成されたフェスティバルパレード楽団で生演奏とパフォーマンスを完全に1つの形にした、日本では珍しいアプローチを行っている。
2013年より活動を開始し、コンセプトはそのままにメンバー変更を柔軟に行っている。
2013年道芸ワールドカップin静岡に出場。出場。
現在のポポロパラタのメンバーはプリコロハウス＋Idio2のメンバー。
歴代参加メンバー
- ひぃろ
- サクノキ

### プリコロハウス公式
- プリコロハウス オフィシャルサイト
- プリコロハウス (@pricorhouse) - X（旧Twitter）

### メンバーのTwitter
- まるゆん☆마루윤 (@maruyun_music) - X（旧Twitter）
- ヒロ(かえる) (@hiro_kaeru) - X（旧Twitter）
- 冨岡春絵/はっち(@spring8pict) - Twitter

### メンバーのブログ
- 音モノプレイヤー＊まるゆん＊の童心スチャラカ - まるゆんのブログ
- ヒロにっき。 - ヒロのブログ

### ポポロパラタ
- プリコロハウス オフィシャルサイト_ポポロパラタのページ